# Hiroshi Gamō
Hiroshi Gamō (japonès: ガモウひろし)  (Tòquio, 17 d'agost de 1962)Hiroshi Gamou (ガモウひろし) és un reconegut escriptor de manga conegut pels seus treballs per a la revista setmanal japonesa Shonen Jump. El seu treball més famós és la sèrie de manga Tottemo! Luckyman. Tot i així, es rumoreja que és també l'autor de la sèrie Death Note (al costat del dibuixant Takeshi Obata), utilitzant el pseudònim Tsugumi Ohba a causa de les diverses pistes i referències realitzades a través de l'obra.

## Obres
- Tottemo! Luckyman[2]
- Boku wa Shonen Tantei Dan[3]
- Bakabakashino!![4]